# Koburg (Mettmann)

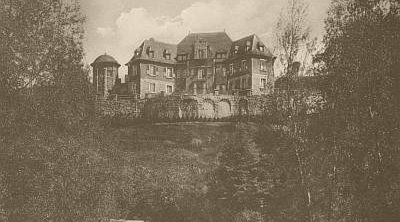
Ansicht der Villa Kocherscheidt genannt Koburg (um 1922)

Koburg ist der Name einer burgähnlichen Villa im niederbergischen Neandertal im Südwesten Mettmanns, die der Industrielle Wilhelm Kocherscheidt (1888–1956) 1921 errichten ließ. Der Name Koburg entstand im Mettmanner Volksmund als Kurzform von Kocherscheidts Burg. Zu Zeiten des Zweiten Weltkrieges wurde sie von der Familie Pose bewohnt, die im angrenzenden Erkrath das Stahlwerk Pose-Marré und damit das damals größte Unternehmen der Stadt betrieb.
Nach der Machtergreifung der Nationalsozialisten diente die Villa der SA-Standarte 258 als Unterkunft. Die abgeschiedene Lage prädestinierte sie als Sammelstelle, Schutzhaftstätte und Folterkeller für Verhaftete aus dem Kreis Mettmann. Etwa 100 Regimegegner sollen in der Koburg festgehalten worden sein; mindestens ein Gefangener starb an den Misshandlungen, andere wurden erschossen oder in den Tod getrieben. Der gebürtige Wuppertaler Alfred Hilgers gehörte als Personalverantwortlicher zum Stab der SA Untergruppe Düsseldorf. Er war in dieser Eigenschaft Kommandant sowohl der Koburg als auch des Konzentrationslagers Kemna, wodurch sich Verflechtungen ergaben.  Mit der Eröffnung des KZ Börgermoor, eines der Emslandlager, im Sommer 1933 verlor die Koburg ihre Funktion als frühe Haftstätte des nationalsozialistischen Regimes.
Im Juli 1949 wurden vor dem Wuppertaler Landgericht im sogenannten Koburg-Prozess zehn frühere SA-Angehörige zu Zuchthaus- und Gefängnisstrafen verurteilt. Die Verurteilungen erfolgten wegen schwerer Körperverletzung und Verbrechen gegen die Menschlichkeit.

## Koburg Denkmal
Seit April 2000 befindet sich am Lavalplatz im Zentrum Mettmanns ein Denkmal, das an die in der Koburg misshandelten und getöteten Gefangenen erinnert. Drei große im Dreieck angeordnete rechteckige Gitter aus schwarzen Stahlrohren symbolisieren die Gefängnistore. Sie weisen jeweils durch die in der Pflasterung untermauerten Verlängerung auf die katholische und evangelische Kirche sowie auf das Rathaus. In jedes ist eine Platte mit Inschriften eingearbeitet:
Zum Gedenken an die Opfer der nationalsozialistischen Diktatur (1933–1945)

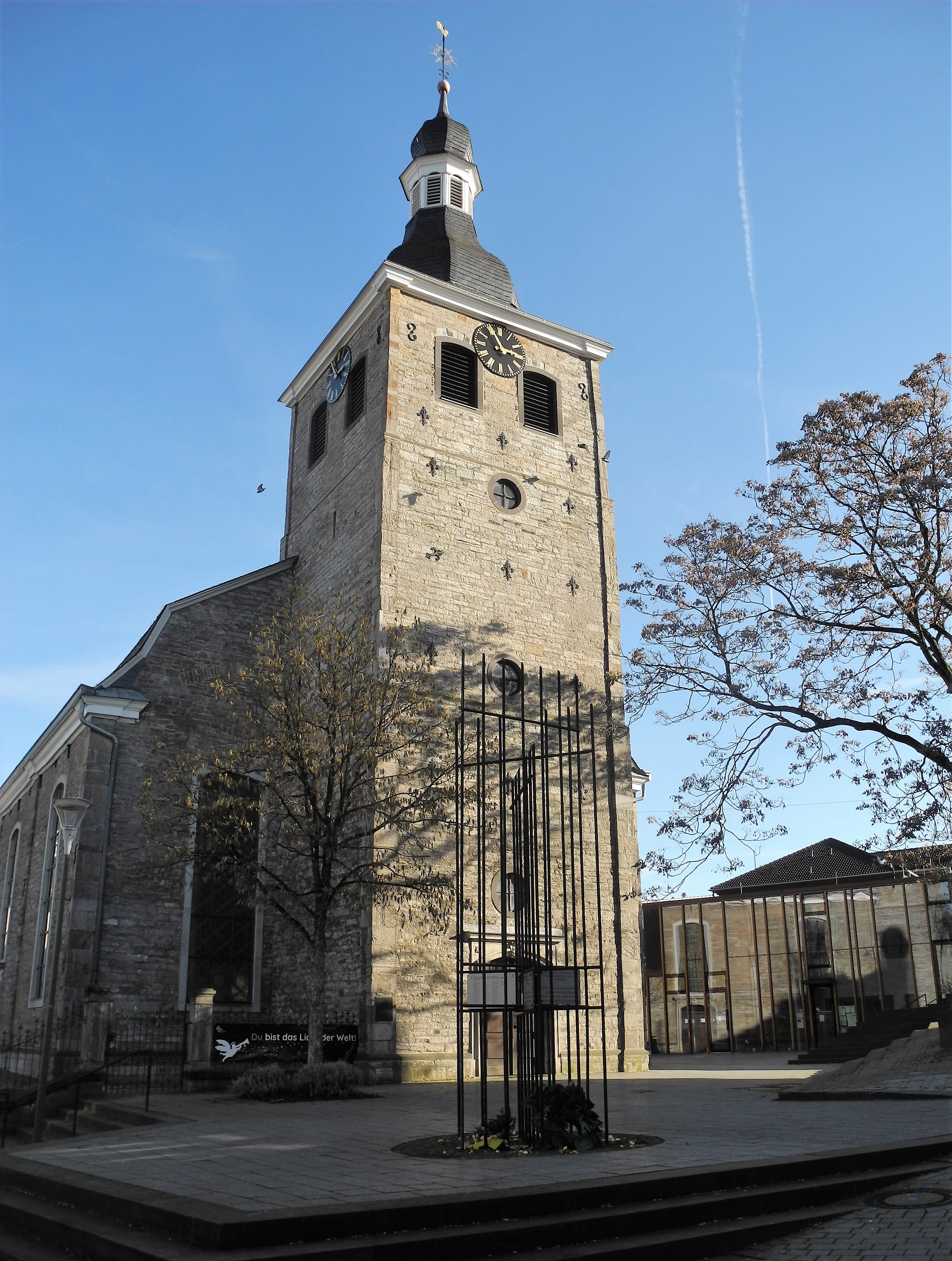
Koburg Denkmal vor der evangelischen Kirche
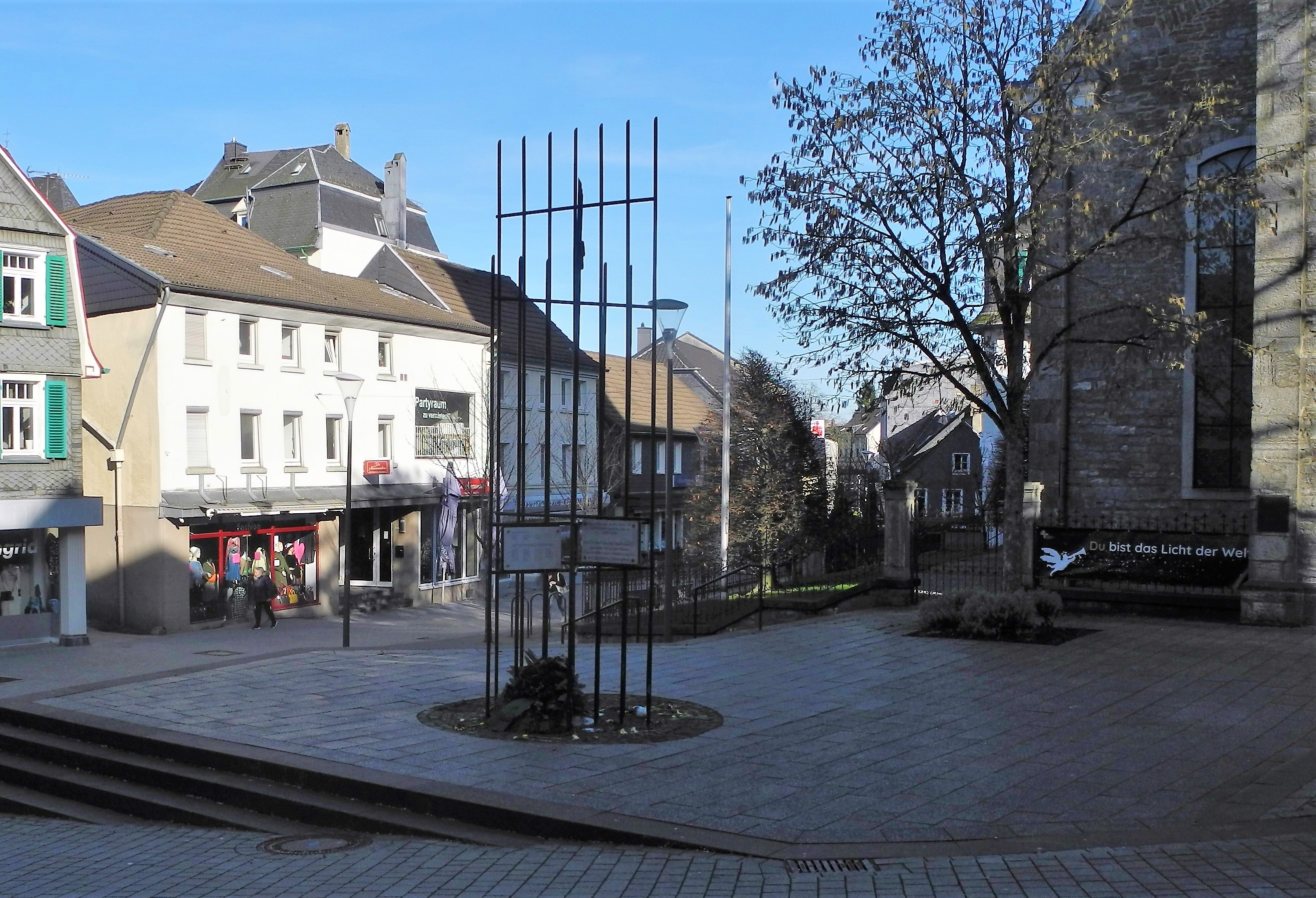
Am Lavalplatz in Mettmann 2022
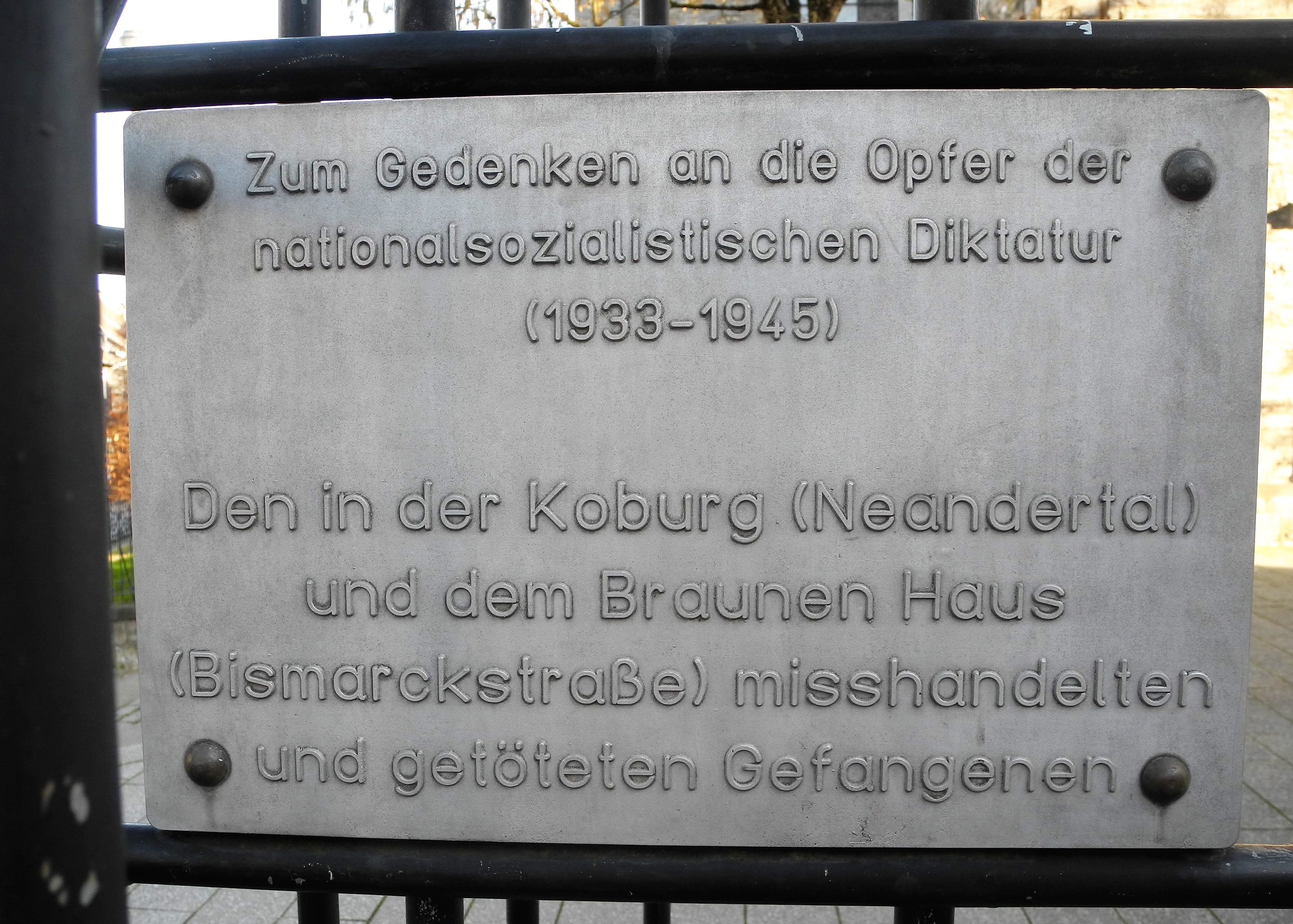
Den in der Koburg (Neandertal) und dem Braunen Haus (Bismarckstraße) mißhandelten und getöteten Gefangenen.
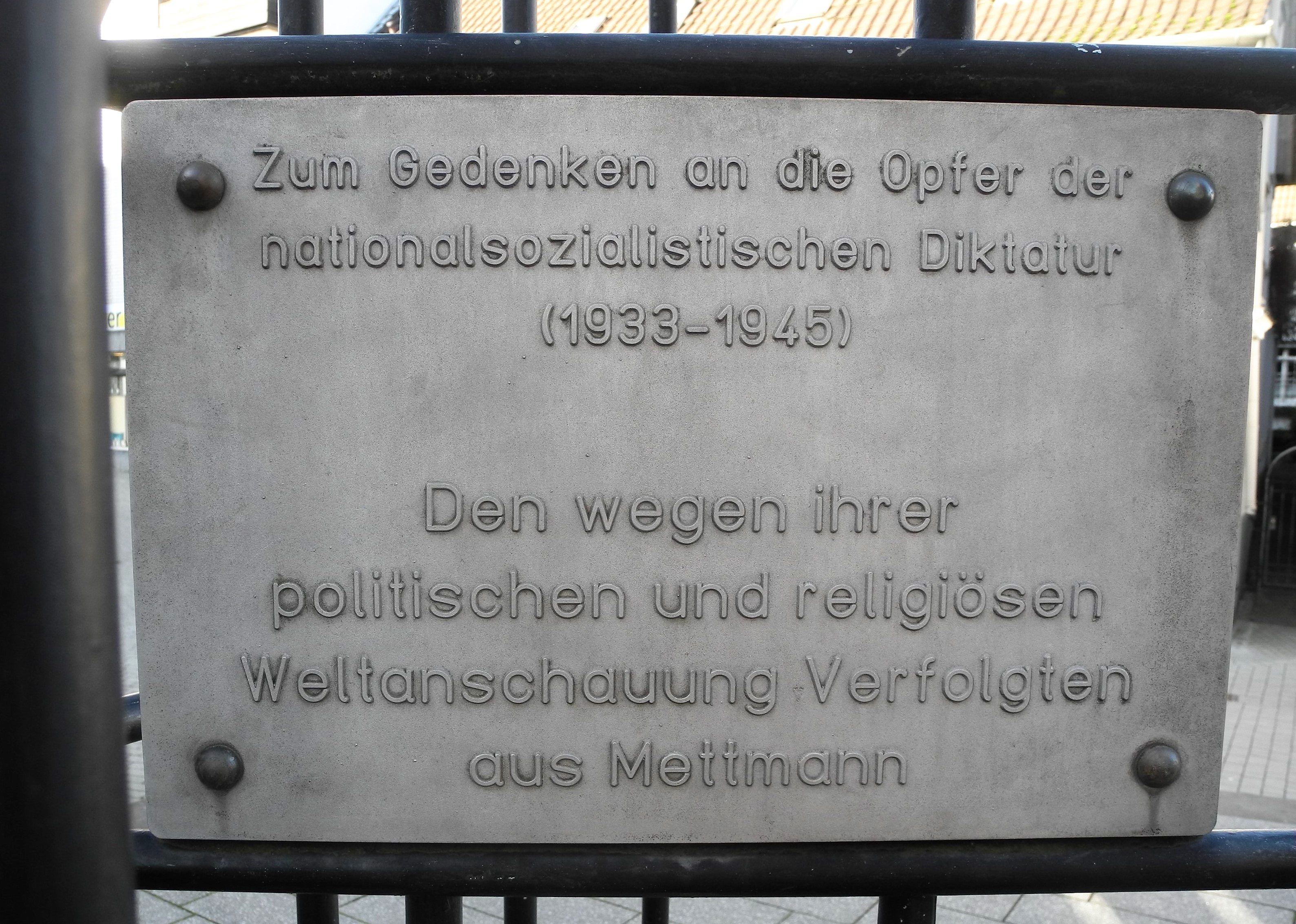
Den wegen ihrer politischen und religiösen Weltanschauung Verfolgten aus Mettmann
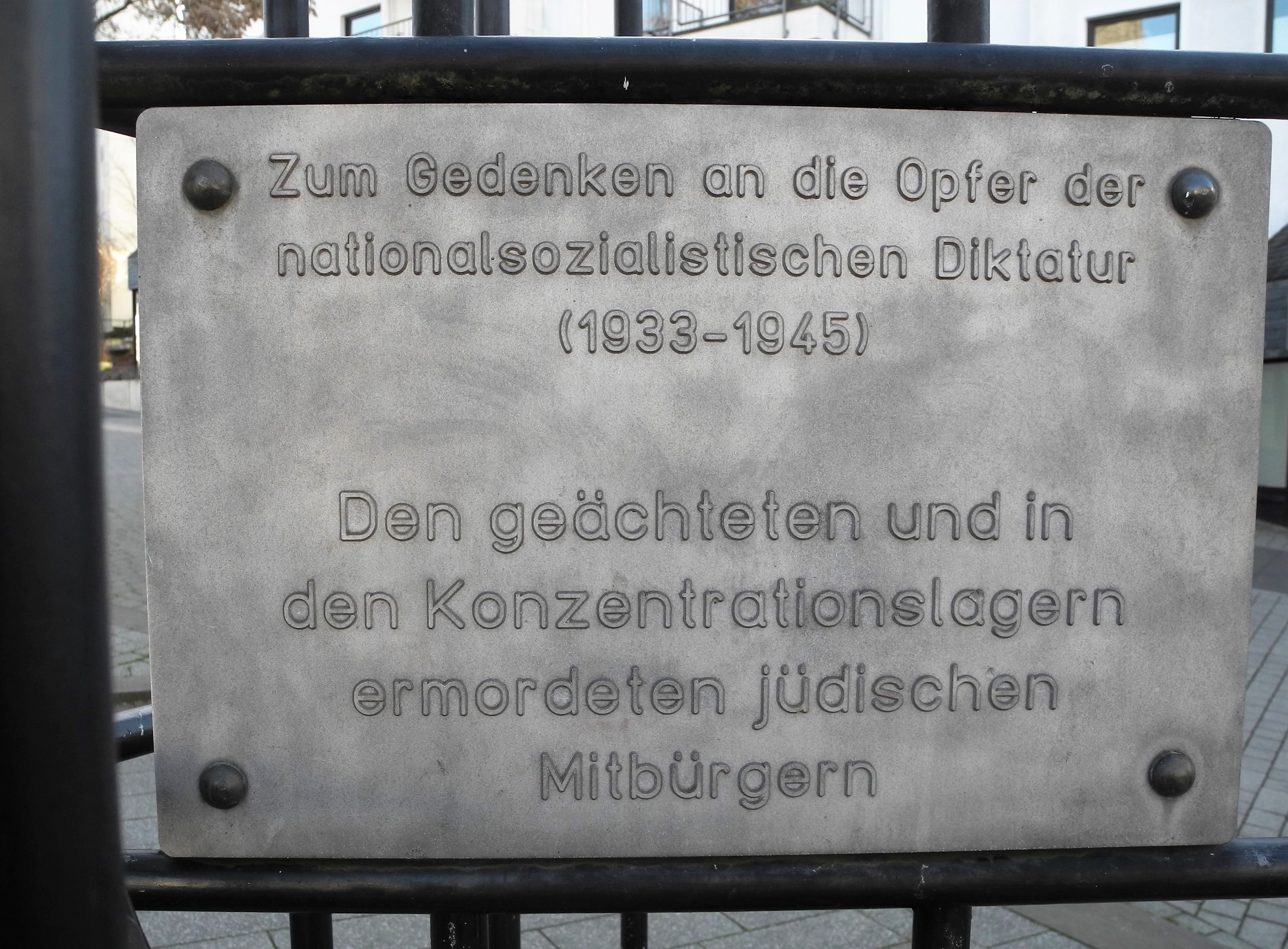
Den geächteten und in den Konzentrationslagern ermordeten jüdischen Mitbürgen
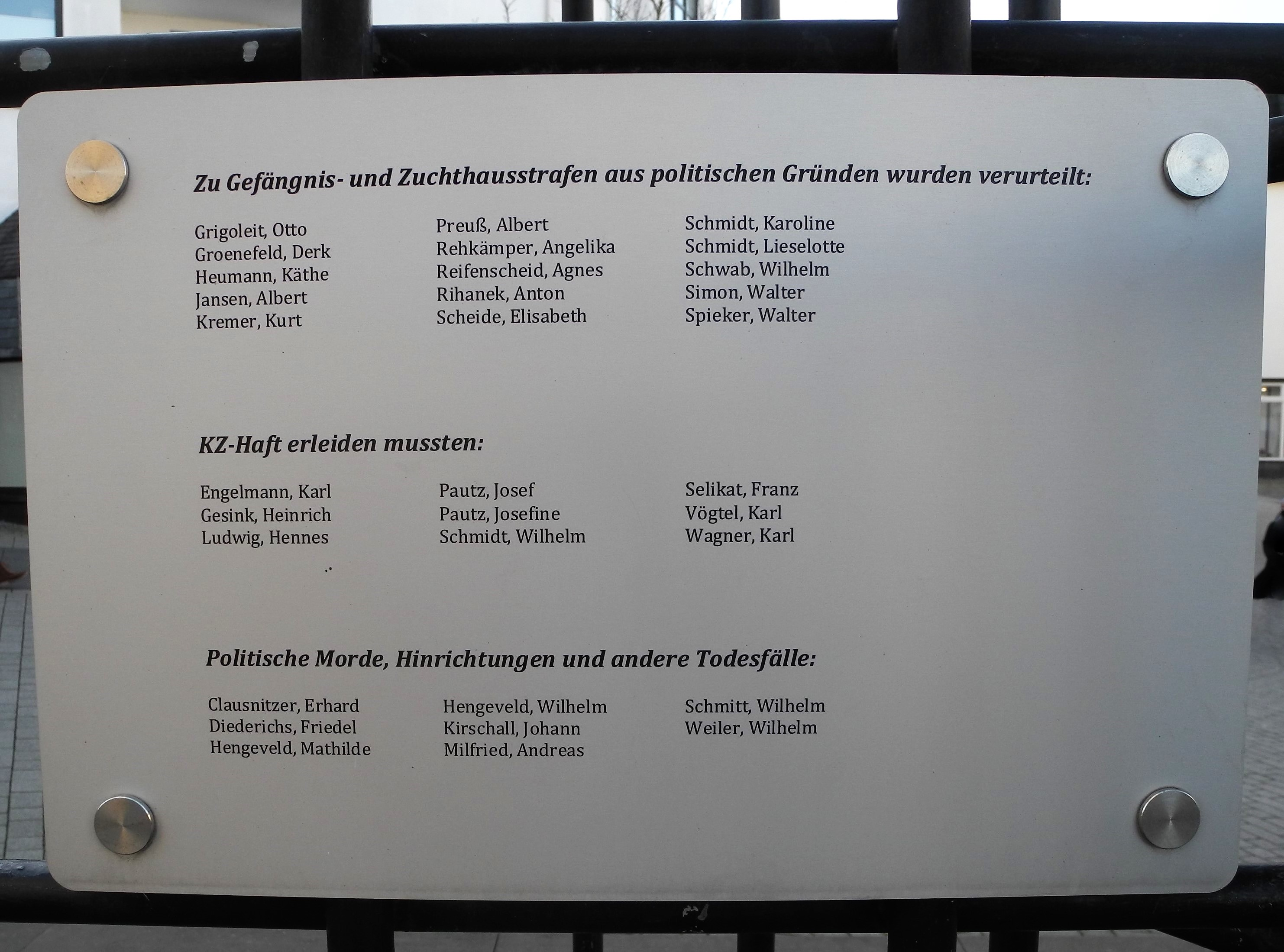
Namenstafel der politischen Häftlinge und der aus politischen Gründen Ermordeten
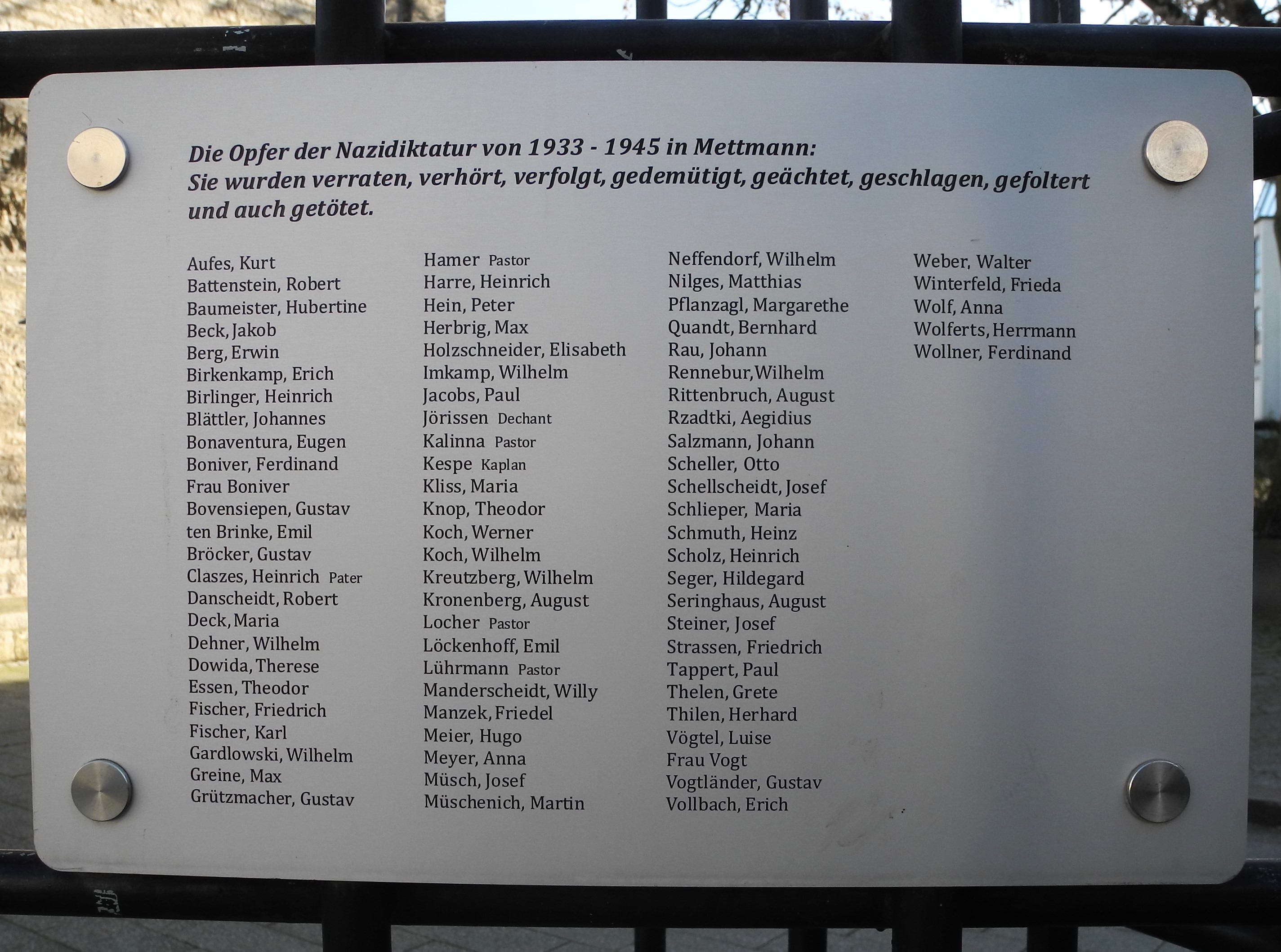
Namenstafel der Mettmanner NS-Opfer
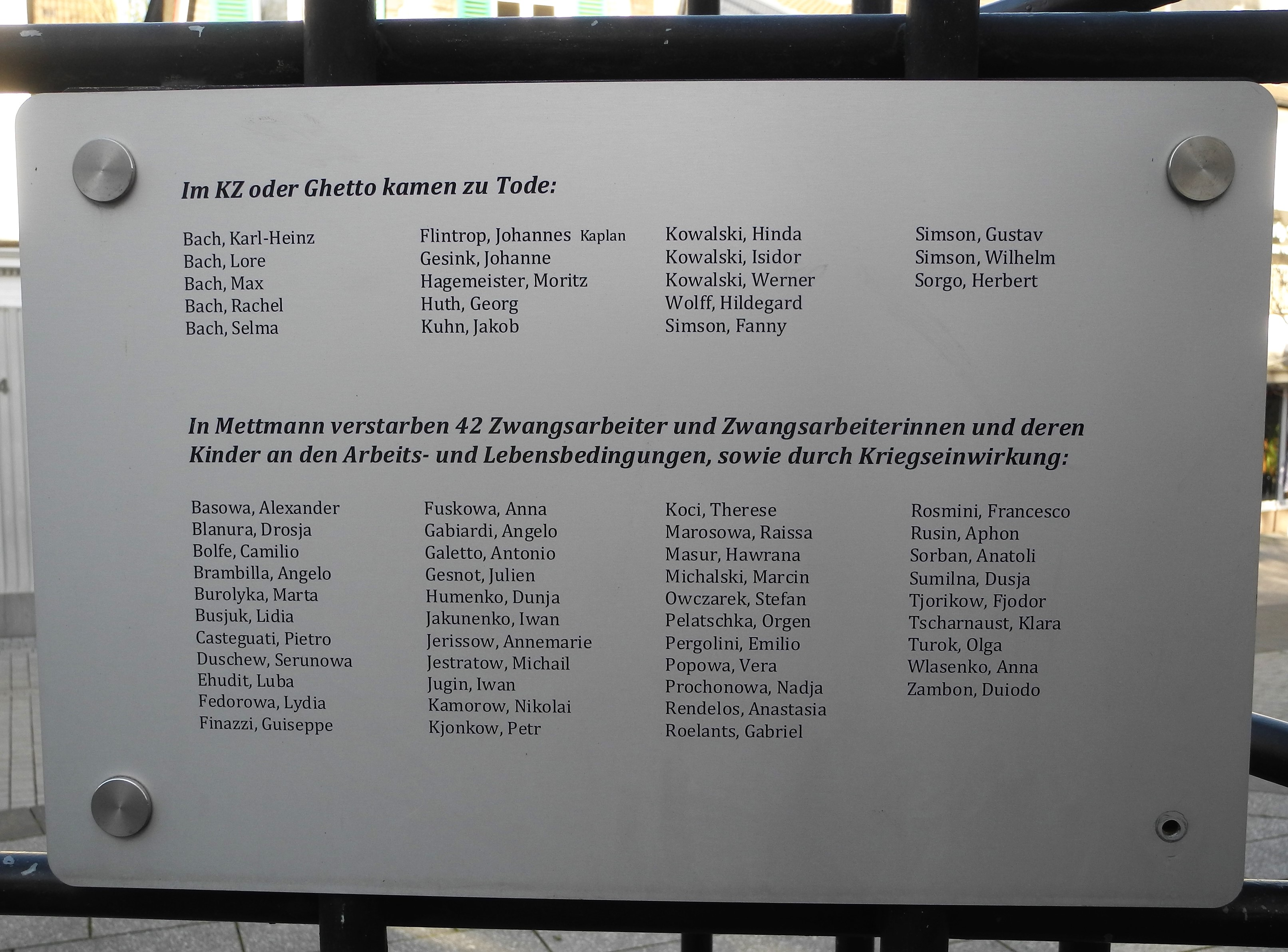
Namenstafel der in KZ oder Ghetto sowie der als Zwangsarbeiter Umgekommenen